# Сборная Тирона по гэльским играм
Сборная Тирона по гэльским играм, как орган управления — Тиронский совет Гэльской атлетической ассоциации  или Совет графства Тирон при Гэльской атлетической ассоциации (англ. Tyrone County Board of the Gaelic Athletic Association / Tyrone GAA, ирл. Cumann Lúthchleas Gael, Coiste Chontae Tír Eoghain / CLG Chontae Thír Eoghain), транслитерированное название Тирон ГАА — команда графства Тирон, выступающая в соревнованиях Гэльской атлетической ассоциации. Относится к числу 32 команд графств острова Ирландия, заведует развитием гэльских игр в графстве Тирон как на уровне отдельных команд, так и всего графства.

## Гэльский футбол

### История
Совет графства Тирон по гэльским видам спорта основан в 1904 году. Первый титул чемпиона Ольстера по гэльскому футболу команда Тирона завоевала в 1956 году, защитив титул через год. Третий титул удалось выиграть только в 1973 году. Юниорский клуб (до 17 лет) выигрывал титул всеирландского чемпиона в 1947, 1948 и 1973 годах, причём в 1973 году капитаном юниорской команды был Фрэнк Макгуиган, выигравший чемпионат Ольстера с командой до 21 года и с основным клубом.
В середине 1980-е годы команда, ядро которой составляли, помимо Макгуигана, Юджин Маккенна, Планкетт Донахью и Джон Линч. В 1984 году они принесли клубу четвёртый титул чемпиона Ольстера, а в 1986 году дошли до финала, в котором потерпели поражение от команды Керри со счётом 2-15 — 1-10. В 1989 году ими был взят пятый титул чемпионов Ольстера, когда в финале в переигровке удалось победить Донегол.
В 1994 году нападающий Питер Канаван стал лучшим бомбардиром чемпионата Ольстера и впервые получил место в символической сборной ГАА, хотя Тирон в финале чемпионата Ольстера проиграл Дауну. Через год команда вышла во второй раз во всеирландский финал: в игре против Дублина Канаван забил 11 голов между штангами из 12 у Канавана, а игрок дублинцев Чарли Редмонд заработал удаление за фол, но ещё целую минуту не уходил с поля, но Тирон всё же проиграл со счётом 0-12 — 1-10. Ещё через год, в 1996 году Тирон взял реванш у Дауна в ольстерском финале.
В 1998 году юниорский состав Тирона выиграл всеирландский чемпионат впервые за 15 лет. В команде играли будущие звёзды сборной Тирона — Кормак Маканаллен, Стивен О’Нил и Райан Макменамин. Маканаллен был капитаном сборной до 21 года, с которой выиграл молодёжные всеирландские чемпионаты 2000 и 2001 годов.
В 2003 году команду возглавил Микки Харт, при котором Тирон выиграл свой первый всеирландский чемпионат: в финале чемпионата Ольстера тиронцам удалось после переигровки обыграть Даун. Харт перед вторым матчем перевёл Маканаллена из полузащиты на позицию чистого защитника. В четвертьфинале была пройдена команда Фермана, в полуфинале побеждён Керри со счётом 0-13 — 0-6. В финале их поджидали принципиальные противники из Арма, действовавшие чемпионы, и этот всеирландский финал стал первым, в котором сошлись команды из одной провинции. В итоге Тирон победил со счётом 0-12 — 0-9 и завоевал долгожданный Кубок Сэма Магуайра. В том же году команда второй раз подряд выиграла Национальную футбольную лигу.
Смерть 24-летнего Маканаллена через год потрясла весь Тирон. Однако в 2005 году Тирон оправился и выиграл второй титул: в чемпионате Ольстера пришлось сыграть пять матчей, в том числе переигровки против Кавана во втором раунде и против Арма в финале, который тиронцы проиграли. Во всеирландской квалификации они обыграли Монахан, однако в четвертьфинале сначала свели вничью матч против Дублина, в котором отличился Оуэн Маллиган, забив трёхочковый гол после сольного прохода, а потом победили в переигровке со счётом 2-18 — 1-14. В полуфинале они обыграли Арма со счётом 1-13 — 1-12, победу им принёс в конце матча одноочковый удар Питера Канавана. В финале всеирландского чемпионата Тирон одержал победу над Керри Керри со счётом 1-16 — 2-10, что стало второй победой за три года над Керри во всеирландских чемпионатах. Победа была посвящена Кормаку Маканаллену.
В 2007 году Тирон выиграл свой 11-й титул чемпиона Ольстера, но в четвертьфинале Всеирландского чемпионата проиграл Миту. Через год на стадии четвертьфинала чемпионата Ольстера Тирон проиграл Дауну, но через всеирландскую квалификацию прошёл в финальный этап Всеирландского чемпионата и опять нанёс поражение Керри со счётом 1-15 — 0-14 в финале. В 2009 году Тирон остановился на стадии полуфинала, проиграв Корку, в 2013 году — Мейо, в 2015 году — Керри, в 2017 году — Дублину. В том же 2017 году был выигран 15-й титул чемпиона Ольстера.

### Текущий состав
- Менеджер[англ.]: Микки Харт[англ.]
- Тренерский штаб: Гэвин Девлин[англ.], Фергал Маккенн, Стивен О’Нил[англ.]

Заявка на полуфинальный матч Всеирландского чемпионата 2019 года против Керри (11 августа 2019)
| \| Номер \| Имя \| Позиция \| Клуб \| \| ----- \| ----------------------- \| --------------------- \| ----------------------- \| \| 1 \| Ниалл Морган[англ.] \| Вратарь \| Идендорк[англ.] \| \| 2 \| Эйч-Пи Макгири \| Правый корнер-бэк \| Помрой Планкеттс[англ.] \| \| 3 \| Ронан Макнэми \| Фулл-бэк \| Ахьяран[англ.] \| \| 4 \| Рори Бреннан \| Левый корнер-бэк \| Триллик[англ.] \| \| 5 \| Майкл Маккернан \| Правый винг-бэк \| Колисленд[англ.] \| \| 6 \| Киран Макгири \| Центр-бэк \| Помрой Планкеттс[англ.] \| \| 7 \| Фрэнк Бёрнс \| Левый винг-бэк \| Помрой Планкеттс[англ.] \| \| 8 \| Колм Кавана[англ.] \| Полузащитник \| Мой[англ.] \| \| 9 \| Брайан Кеннеди \| Полузащитник \| Деррилафан[англ.] \| \| 10 \| Мэтти Доннелли[англ.] \| Правый винг-форвард \| Триллик[англ.] \| \| 11 \| Ниалл Сладден[англ.] \| Центр-форвард \| Дромор[англ.] \| \| 12 \| Питер Харт[англ.] \| Левый винг-форвард \| Эрригал Киаран[англ.] \| \| 13 \| Даррен Маккарри \| Правый корнер-форвард \| Идендорк[англ.] \| \| 14 \| Кэтал Макшейн \| Фулл-форвард \| Оуэн Роу[англ.] \| \| 15 \| Конор Мейлер \| Левый корнер-форвард \| Ома[англ.] \| \| 16 \| Бенни Галлен \| Вратарь \| Ахьяран[англ.] \| \| 17 \| Майкл Кэссиди \| Запасной \| Ардбоу[англ.] \| \| 18 \| Кайл Коуни[англ.] \| Запасной \| Ардбоу[англ.] \| \| 19 \| Ричард Доннелли \| Запасной \| Триллик[англ.] \| \| 20 \| Патрик Хэмпси[англ.] \| Запасной \| Колисленд[англ.] \| \| 21 \| Коннор Макалиски[англ.] \| Запасной \| Клоноу[англ.] \| \| 22 \| Конелл Макмэнн \| Запасной \| Килликлофер[англ.] \| \| 23 \| Тирнан Маккенн[англ.] \| Запасной \| Килликлофер[англ.] \| \| 24 \| Айден Маккрори \| Запасной \| Эрригал Киаран[англ.] \| \| 25 \| Бен Макдоннелл \| Запасной \| Эрригал Киаран[англ.] \| \| 26 \| Киаран Маклафлин \| Запасной \| Ома[англ.] \| |                  |                       |                  |
| Номер | Имя              | Позиция               | Клуб             |
| 1 | Ниалл Морган     | Вратарь               | Идендорк         |
| 2 | Эйч-Пи Макгири   | Правый корнер-бэк     | Помрой Планкеттс |
| 3 | Ронан Макнэми    | Фулл-бэк              | Ахьяран          |
| 4 | Рори Бреннан     | Левый корнер-бэк      | Триллик          |
| 5 | Майкл Маккернан  | Правый винг-бэк       | Колисленд        |
| 6 | Киран Макгири    | Центр-бэк             | Помрой Планкеттс |
| 7 | Фрэнк Бёрнс      | Левый винг-бэк        | Помрой Планкеттс |
| 8 | Колм Кавана      | Полузащитник          | Мой              |
| 9 | Брайан Кеннеди   | Полузащитник          | Деррилафан       |
| 10 | Мэтти Доннелли   | Правый винг-форвард   | Триллик          |
| 11 | Ниалл Сладден    | Центр-форвард         | Дромор           |
| 12 | Питер Харт       | Левый винг-форвард    | Эрригал Киаран   |
| 13 | Даррен Маккарри  | Правый корнер-форвард | Идендорк         |
| 14 | Кэтал Макшейн    | Фулл-форвард          | Оуэн Роу         |
| 15 | Конор Мейлер     | Левый корнер-форвард  | Ома              |
| 16 | Бенни Галлен     | Вратарь               | Ахьяран          |
| 17 | Майкл Кэссиди    | Запасной              | Ардбоу           |
| 18 | Кайл Коуни       | Запасной              | Ардбоу           |
| 19 | Ричард Доннелли  | Запасной              | Триллик          |
| 20 | Патрик Хэмпси    | Запасной              | Колисленд        |
| 21 | Коннор Макалиски | Запасной              | Клоноу           |
| 22 | Конелл Макмэнн   | Запасной              | Килликлофер      |
| 23 | Тирнан Маккенн   | Запасной              | Килликлофер      |
| 24 | Айден Маккрори   | Запасной              | Эрригал Киаран   |
| 25 | Бен Макдоннелл   | Запасной              | Эрригал Киаран   |
| 26 | Киаран Маклафлин | Запасной              | Ома              |

### Достижения команды
- Всеирландский чемпионат по гэльскому футболу: 3 победы (2003, 2005, 2008)
- Мемориал Марка Макглинна: 5 побед (1991, 1992, 2000, 2001, 2015)
- Всеирландский чемпионат среди юниоров[англ.]: 8 побед (1947, 1948, 1973, 1998, 2001, 2004, 2008, 2010)
- Всеирландский чемпионат среди дублёров[англ.]: 1 победа (1968)
- Всеирландский чемпионат (до 17 лет): 1 победа (2017)
- Всеирландский чемпионат среди школьников[англ.]: 9 побед (1967, 1969, 1970, 1988, 1989, 1998, 2004, 2005, 2007)
- Национальная футбольная лига[англ.]:
  - 2 победы в дивизионе 1: 2002, 2003
  - 2 победы в дивизионе 2: 1972/1973[3], 2016
- Чемпионат Ольстера: 15 побед (1956, 1957, 1973, 1984, 1986, 1989, 1995, 1996, 2001, 2003, 2007, 2009, 2010, 2016, 2017)
- Чемпионат Ольстера среди молодёжи (до 21)[англ.]: 12 побед (1972, 1973, 1980, 1990, 1991, 1992, 2000, 2001, 2002, 2003, 2006, 2015)
- Чемпионат Ольстера среди юниоров[англ.]: 23 победы (1931, 1934, 1946, 1947, 1948, 1967, 1971, 1972, 1973, 1975, 1976, 1978, 1988, 1993, 1997, 1998, 2001, 2003, 2004, 2007, 2008, 2010, 2012)
- Чемпионат Ольстера среди дублёров[англ.]: 3 победы (1968, 1983, 1986)
- Кубок Доктора Маккенны[англ.]: 16 побед (1957, 1973, 1978, 1982, 1984, 2004, 2005, 2006, 2007, 2012, 2013, 2014, 2015, 2016, 2017, 2019)
- Кубок Доктора Лагана[англ.]: 3 победы (1943, 1957, 1958)

### Члены символических сборных
По состоянию на 2019 год 49 раз игроки Тирона попадали в символическую сборную ГАА.
- 1980: Кевин Маккейб[англ.]
- 1984: Юджин Маккенна[англ.], Фрэнк Макгуиган[англ.]
- 1986: Джон Линч[англ.], Планкетт Донахью[англ.], Дэмьен О’Хаган[англ.], Юджин Маккенна (2-й раз)
- 1989: Юджин Макенна (3)
- 1994: Питер Канаван[англ.]
- 1995: Фэй Девлин[англ.], Питер Канаван (2)
- 1996: Финбар Макконнелл[англ.], Питер Канаван (3)
- 2001: Стивен О’Нил[англ.]
- 2002: Питер Канаван (4)
- 2003: Кормак Маканаллен[англ.], Конор Гормли[англ.], Филип Джордан[англ.], Шон Кавана[англ.], Брайан Духер[англ.], Брайан Макгуиган[англ.], Питер Канаван (5)
- 2004: Шон Кавана (2)
- 2005: Райан Макменамин[англ.], Конор Гормли (2), Филип Джордан (2), Шон Кавана (3), Брайан Духер (2), Питер Канаван (6), Оуэн Маллиган[англ.], Стивен О’Нил (2)
- 2008: Конор Гормли (3), Джастин Макмахон[англ.], Дэвид Харт[англ.], Филип Джордан (3), Энда Макгинли[англ.], Брайан Духер (3), Шон Кавана (4)
- 2009: Стивен О’Нил (3)
- 2010: Филип Джордан (4)
- 2013: Шон Кавана (5)
- 2015: Мэтти Доннелли[англ.]
- 2016: Мэтти Доннелли (2), Питер Харт[англ.]
- 2017: Колм Кавана[англ.]
- 2018: Колм Кавана (2), Патрик Хэмпси[англ.]
- 2019: Ронан Макнэми, Кэтал Макшейн[англ.]

## Хёрлинг
Джерри Гудвин выиграл в 1982 году Всеирландский чемпионат индивидуальных навыков.

### Достижения
- Всеирландский чемпионат[англ.]: нет побед
- Всеирландский чемпионат среди молодёжи (до 21)[англ.]: нет побед
- Всеирландский чемпионат среди юниоров[англ.]: 2010 (Всеирландский C), 1990 (Всеирландский C)
- Всеирландский чемпионат среди дублёров[англ.]: нет побед
- Национальная лига[англ.], дивизион 4: 2011
- Чемпионат Ольстера[англ.]: нет побед
- Чемпионат Ольстера среди молодёжи (до 21)[англ.]: нет побед
- Чемпионат Ольстера среди юниоров[англ.]: нет побед
- Чемпионат Ольстера среди дублёров[англ.]: 3 победы (1995, 1996, 1999)
- Кубок Лори Мигера[англ.]: 2 победы (2009, 2012)
- Кубок Никки Ракарда[англ.]: 2 победы (2014, 2022)

## Камоги
Высшей точкой развития камоги в графстве Тирон стало выступление клуба «Эглиш Сент-Патрик» в розыгрыше Всеирландского клубного чемпионата в 1991 году, когда клуб вышел в финал. Сёстры Джордан помогли команде преподнести две сенсации века — в финале чемпионата Ольстера был повержен клуб «Лохгил Шемрокс» со счётом 3-7 — 2-4, а во всеирландском полуфинале в Дублине был побеждён «Селтик Камоги». Однако в финале «Эглиш Сент-Патрик» проиграли со счётом 2-7 — 4-13 клубу «Маллах».
В 1980 году Тирон вышел в финал Всеирландского чемпионата среди команд второго эшелона, победив команды Арма, Антрима и Лаута на пути к финалу, но уступил в финале Корку со счётом 1-4 — 4-4. Звездой той эпохи была Урсула Джордан, которая вошла в команду Ольстера на матч за Кубок Гэл Линн. Помимо неё, в команде Тирона по камоги выделялись Энн Джордан, Шейла Бёрк, Пола Вэллели (1980-е годы) и Вера Кэмпбелл, судившая финалы всеирландского чемпионата по камоги в 1939, 1940 и 1943 годах. В 2008 году Тирон в поединке против Уиклоу за кубок Мэри О’Кеннеди одержал победу со счётом 4-11 — 0-3, а в 2010 году выиграл 4-й дивизион Национальной лиги камоги.
В 2010—2015 годах в графстве действовал план развития камоги под девизом «Наша игра, наша страсть» (англ. Our Game, Our Passion); к 2015 году планировалось создать пять новых клубов по этому виду спорта.

## См. также

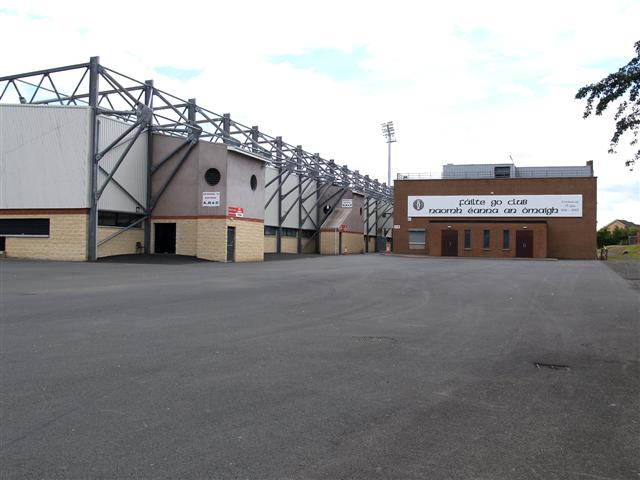
Стадион Хили Парк в городе Ома
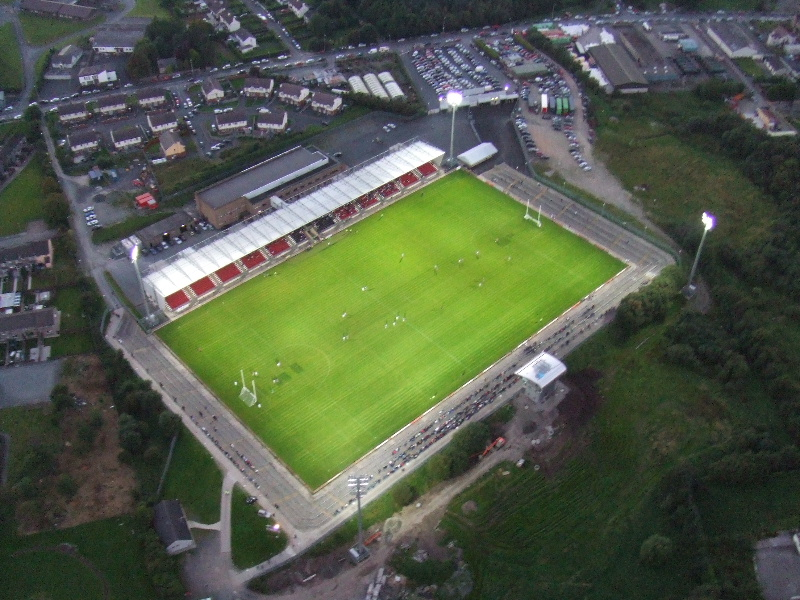
Вид на Хили Парк с высоты птичьего полёта
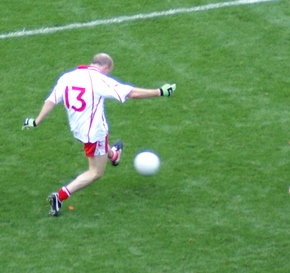
Питер Канаван в победном для Тирона финале всеирландского чемпионата по гэльскому футболу 2005 года против Керри
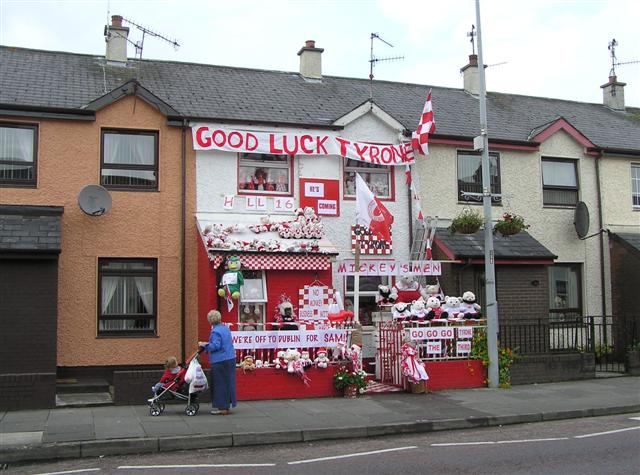
Дом в городе Страбан, разукрашенный в цвета команды Тирона, перед финалом всеирландского чемпионата по гэльскому футболу 2008 года

## Форма
| Ирландия 1995 | Ирландия (чемпионы) | Ольстер 2016 |